# Asociación de Familias Históricas Húngaras (MTCSE)
Asociación de Familias Históricas Húngaras (en húngaro: Magyar Történelmi Családok Egyesülete (MTCSE)) es una entidad cultural fundada en Hungría después de la caída de la Unión Soviética, cuyo fin es agrupar a los descendientes de la nobleza húngara.

## Historia
El fundador de la MTCSE fue el conde János Nyáry de Bedegh et Berencs, su primer presidente, quien sintió la necesidad de que los húngaros sobrevivientes de origen noble mantuviesen contacto entre ellos luego de terminado el régimen comunista, que constantemente los persiguió y en muchos casos torturó física y psicológicamente. El barón János Gudenus, genealogista, ha formado parte integral de la logística de los eventos culturales, así como del estudio de las credenciales de los nuevos miembros de la organización. 
La primera reunión fundadora de la MTCSE se llevó a cabo el 15 de marzo de 1994 en Budapest, en la casa de los franciscanos en la calle Fekete Sas en el distrito II. El tribunal de la ciudad aceptó la organización y su reglamento básico, y fue registrado el 9 de agosto de 1995. En su reglamento básico se encuentra estipulado que la organización no tiene tinte político alguno y que su objetivo es propagar la cultura. Puede ser miembro de esta organización, todo aquel que pueda probar por medio de documentos sus orígenes nobles heredados exclusivamente por vía paterna. 
Algunos pensamientos del reglamento básico de la MTCSE:
- Preservar las costumbres de las familias nobles húngaras, protegiendo los tesoros culturales y morales, así como el amor por la patria de sus miembros.
- Mantiene unidos en Hungría y en el extranjero a los miembros de las familias nobles húngaras sobrevivientes a lo largo de encuentros y reuniones provistos de una atmósfera amistosa.
- Asistencia de los miembros ancianos o enfermos de dichas familias.
- Desarrollo del comportamiento de modales y la base cultural de los miembros más jóvenes de la organización, para que sirvan a su patria en un futuro.
- La organización es de espitiru cristiano.
- Toma contacto y relaciones con cualquier otra organización en el extranjero que sea de similar naturaleza.
- El pasado cultural de la nación húngara es preservado y dado a conocer enmtre sus miembros y otros.

Frecuentemente organizan exposiciones, en dos oaciones se organizaron conferencias en la Academia de Ciencias Húngara. Publicaron  periódicamente el "Status et Ordines", e igual construyen y refuerzan las relaciones internacionales con los húngaros de origen noble que viven en el extranjero.
El presidente actual de la organización es el conde Pál Zichy de Zics et Vázsonykeő, y para el grupo de los jóvenes el coordinador es Csaba Meskó de Felsőkubin. El delegado de la asociación en CILANE es el barón Tamás Bánffy de Losoncz y el delegado para la juventud en CILANE es el marqués Johannes Paul Csáky-Pallavicini de Körösszegh et Adorján.
Previos presidentes fueron el barón Lóránt Riedel de Leuenstern, y su hijo el barón Lóránd Riedel de Leuenstern, para el grupo de los jóvenes el coordinador fue el dr. Kristóf Joó de Kaszaháza. Previos delegados para la juventud fueron Nóra Lehoczky de Nagylehóta y posteriormente Árpád Mester de Parajd.
Los miembros del comité de genealogía de la asociación encargados de evaluar a los aspirates a ingresar son: los ilustres señores don Sándor Barabássy de Makkfalva, don Ferenc Hegedüs de Szajol y don Ákos András Farkas de Boldogfa, quienes contiuan la labor del retirado barón János Gudenus.

## Relaciones exteriores
Después de 11 años de trabajo logístico y organizativo, el 10 de septiembre del 2005, en La Haya la MTCSE fue aceptada dentro de la CILANE (La Commission d' Information et de Liaison des Associations Nobles d' Europe). En este congreso en La Haya fue nombrado miembro oficial la MTCSE, siendo la única representante oficial de Hungría en esta materia (el CILANE solo acepta una organización por país).  
A lo largo de la historia del CILANE, primera vez en Europa Oriental, se llevó a cabo en Budapest una reunión entre el 6 y 8 de octubre del 2006.

## Publicaciones
- Status et Ordines (hírlevél, 38 szám jelent meg 1995-2004 között)
- Nobilitas 2005 (évkönyv)
- Nobilitas 2006 (évkönyv)
- Nobilitas 2007 (évkönyv) ISSN 1788-1552
- Nobilitas 2008 (évkönyv) ISSN 1788-1552